# 翁草
『翁草』（おきなぐさ）は、江戸時代に書かれた随筆。前編・後編をあわせて全200巻。
京都町奉行所の与力を勤めた神沢杜口が、曾祖父以来の蔵書や、先行文献、風聞や自身の見聞・体験を元にした、厖大な諸資料からの抜粋・抄写を含む編著。諸資料からの抄写に杜口自身の批評や解説が加えられているものも多い。諸資料の原典はすでに一般に広まっているものも多いが、近世後期および京都の随筆として一級品の一つと評価される。
室町時代末期から寛政3年（1791年）までの約200年間の、歴史的事実・人物、法制・裁判、文学・伝説、宗教・道徳、風俗・地理・経済などが書かれている。人物の中でも、織田信長や豊臣秀吉、歴代徳川将軍といった天下人・将軍のほか、領主・大名・旗本から戦国武将・兵卒まで、武家が多く描かれている。ほかにも、皇室や公卿、僧侶や神職、学者・儒者・医者、芸能家・芸術家、茶人、碁打ちに棋士、農民・職人・商人まで、老若男女を問わず、あらゆる階層・地方の人々が登場している。杜口は俳人だったため、俳人に関する記述は江戸中期の京都俳壇を知る優れた資料と評価される。
当時の人物や事件、世相を描いたものとして、多くの人がこの随筆の記載を引用している。

## 成立
明和9年（1772年）4月の序文をもって、前編100巻が成立。杜口が75歳の時に抄出本（天明4年（1784年）版）が作られ、後に100巻が作成されたが、天明8年（1788年）正月の京都の大火で焼失。その後も編述は続き、寛政3年6月（1791年）、杜口が82歳の時に後編100巻が完成した。寛政4年（1792年）西山拙斎の序には、明和年中に100巻が成立し、天明年中にさらに100巻が成立したものの、天明の大火で数十巻を焼失したため、これに補足したという経緯が書かれている。ほかに、寛政3年正月伴蒿蹊、天明8年正月同塵館主人の序がある。
『翁草』は写本として成立した後、以下のような版本も作成されたが、各本には収録されている話に差異がある。
1. 嘉永4年（1851年）[注釈 3]池田東籬亭の校訂本 - 全5巻。全体の一部のみ収録。活字化され、続帝国文庫五十篇、日本随筆全集第十五巻に収録されている[9]
2. 近藤瓶城編『存採叢書』収録
3. 明治38年（1905年）[注釈 4]池近義象校訂本 - 藤井五車楼本・富岡鉄斎所蔵本・京都府立図書館本をあわせて校訂したもの
4. 昭和6年（1931年）関根正直・和田英松・田辺勝哉監修、日本随筆大成編集部編『日本随筆大成十一巻・十二巻・十三巻』 - 明治38年版をもとにしたもの
5. 昭和45年（1970年）版 - 明治38年版を4冊にまとめて復刻したもの。進士慶幹解説

ほかに、国立国会図書館蔵上野本『異本翁草』（200巻60冊）がある。随筆大成本などと重複するところが一部あるが、内容には相違がある。

## 翁草を元にした作品
森鷗外の『高瀬舟』や『興津弥五右衛門の遺書』は『翁草』を素材としており、菊池寛の『入れ札』もこの著から着想を得たと推定されている。元になったエピソードは、下記のとおり。
- 森鷗外『高瀬舟』 - 流人の話（巻之百十七収録[注釈 5][11][12][13]）
- 森鷗外『興津弥五右衛門の遺書』 - 細川家の香木（巻之六収録[注釈 6][14]）
- 菊池寛『入れ札』 - 同臣[注釈 7]坂川忠兵衛自ら入札する事（巻之二十九収録[注釈 8][15]）

## 杜口が参考にした書籍
- いろは弁
- 同文通考
- 赤穂義人録
- 国朝旧章録
- 万国夢物語
- 当用書札曽我家書
- 新安手簡
- 鳩巣小説
- 春画
- 年山紀聞
- 春台独語
- 国本論
- 求言録
- 鸚鵡言
- 資治清要
- 関の秋風
- 見教鑑
- 改正武野燭談
- 元宝荘子
- 三王外記補註
- 武将感状記
- 常山紀談
- 別所記
- 戸川記
- 老人雑話
- 長崎実記
- 国学忘貝
- 堀内伝右衛門聞書
- 沢庵和尚道の記
- 古学先生和歌集
- 飛鳥井卿吉野記
- 冷泉卿嵯峨記

上記のうち、『いろは弁』から『春台独語』の左列の書と『求言録』の12冊は、池辺義象校訂本からは冊数が膨大なことと他の刊行物にもよく見られることから改めて収録する必要は無いとして除かれている。1978年版『日本随筆大成』でも同様に省略しているが、巻三十三の武田勝頼の条に附する貼紙、巻三十五の天竺徳兵衛事の条、明和9年の自序、安永8年の那波魯堂の漢文序の他、伴嵩蹊（寛政3年春）、西山拙斎（同4年）、同塵館主人灌（天明8年正月）、僧蝶夢の序を翻刻している。